# Bardero$
Bardero$ es un dúo argentino de rap, boom bap y Hip hop latino formado en Neuquén por los músicos C.R.O y Homer El Mero Mero. Publicaron su primera producción discográfica en 2017, y a partir de entonces han grabado tres álbumes de estudio y se han presentado en eventos como el Cosquín Rock y en escenarios como el Teatro Gran Rex y el Luna Park de Buenos Aires.

## Historia
Bardero$ fue formada por Lucas Darío Giménez, más conocido como Homer El Mero Mero, y Tomás Manuel Campos, cuyo nombre artístico es C.R.O. Ambos iniciaron su carrera en el freestyle en las plazas de Neuquén, y empezaron a escribir algunas canciones juntos. En 2016 publicaron su primera producción discográfica, titulada Pure Drug, con la que se dieron a conocer. Acto seguido realizaron algunas giras promocionales por algunas ciudades de la Patagonia argentina.
En 2019 publicaron Chicos del barrio, cuya promoción los llevó a presentarse en varias provincias de Argentina, y en otros países como España, Chile y México. Un año después, y en el contexto de la pandemia de COVID-19 presentaron el álbum de estudio Me sueltan los ángeles. En marzo de 2020 hicieron la presentación del disco en el marco de la Billboard Latin Fest, celebrada en Nueva York. A mediados de año participaron en el Festival Online Argentina en la Casa, evento virtual organizado para recaudar fondos para ayudar a los trabajadores de la industria musical durante las primeras etapas de la pandemia.
En febrero de 2022 el dúo lanzó al mercado un nuevo disco de estudio, titulado Inmortales y presentado en vivo en el Teatro Gran Rex el 12 del mismo mes. También en febrero se presentaron en el Festival Cosquín Rock, celebrado en la ciudad de Santa María de Punilla, Córdoba. En septiembre de 2022 algunos medios confirmaron que el dúo realizaría una gira por Argentina en promoción del disco, con una presentación final el 20 de noviembre en el pabellón Luna Park de Buenos Aires.

## Discografía

### Álbumes de estudio
| Año  | Título                   | Colaboración                   | Tipo             |
| ---- | ------------------------ | ------------------------------ | ---------------- |
| 2016 | Pure Drug                |                                | Álbum de estudio |
| 2020 | Me Sueltan los Ángeles   | Grey Music Family              | Álbum de estudio |
| 2020 | La Fiesta es de Nosotros | Franky Style, Lil Troca, Chulu | Álbum de estudio |
| 2022 | Inmortales               |                                | Extended Play    |
| 2024 | Ahora es Religión        |                                | Álbum de estudio |

### Sencillos
| Año  | Título                   | Colaboración                   | Album                  |
| ---- | ------------------------ | ------------------------------ | ---------------------- |
| 2018 | «Big Bang»               | MarcianosCrew                  |                        |
| 2018 | «Only Dogs»              | Big Deiv, Em3ge                |                        |
| 2018 | «Nada»                   | Big Deiv, 808 Gold             |                        |
| 2018 | «Bitches Drug»           | Big Deiv, 808 Gold             |                        |
| 2018 | «Criminal Mind»          | Big Deiv, 808 Gold             |                        |
| 2018 | «Tanto»                  |                                |                        |
| 2018 | «Llévame»                |                                |                        |
| 2018 | «Sin camiseta»           |                                |                        |
| 2018 | «B.A.R.D.O.»             |                                |                        |
| 2018 | «Esperanza»              |                                |                        |
| 2018 | «Unidad 9»               |                                |                        |
| 2018 | «Familia»                |                                |                        |
| 2018 | «De vuelta»              | Dellalowla                     |                        |
| 2018 | «703»                    |                                |                        |
| 2018 | «Pastel»                 |                                |                        |
| 2018 | «$$$$»                   |                                |                        |
| 2019 | «Other Wise»             |                                |                        |
| 2019 | «$ucio$ Puerco$»         |                                |                        |
| 2019 | «Blow»                   | Beltran3K                      |                        |
| 2019 | «Decisión»               |                                |                        |
| 2019 | «Fino y sin destino»     |                                | Pure Drug              |
| 2019 | «DROGA»                  |                                |                        |
| 2019 | «Hood Boys»              |                                |                        |
| 2019 | «Juego puro»             |                                |                        |
| 2019 | «La 14»                  |                                |                        |
| 2019 | «Mierda»                 |                                |                        |
| 2019 | «Old Fox»                |                                | Pure Drug              |
| 2019 | «Nadie»                  |                                |                        |
| 2019 | «Oscuro»                 |                                |                        |
| 2019 | «Olvido»                 |                                |                        |
| 2019 | «Pensar en volver»       |                                | Pure Drug              |
| 2019 | «Queso»                  | Neo Pistea, Mike Southside     |                        |
| 2019 | «Salud»                  |                                |                        |
| 2019 | «Tengo sed»              | Grey Music Family              |                        |
| 2019 | «Seduciéndome»           | Grey Music Family              |                        |
| 2019 | «Dispuestos a morir»     | Natos y Waor                   |                        |
| 2019 | «Oro»                    | C-Kan                          |                        |
| 2020 | «Me sueltan los ángeles» | Grey Music Family              | Me Sueltan los Ángeles |
| 2020 | «Llegamos al club»       | Natos y Waor                   |                        |
| 2020 | «Tardes Grises»          |                                | Me Sueltan los Ángeles |
| 2020 | «Pikete»                 |                                |                        |
| 2020 | «LA Calle Esta Hot»      | Chulu, Franky Style            |                        |
| 2022 | «Ahora Corren»           | Chulu, Franky Style, Lil Troca | Inmortales             |
| 2022 | «BANDO»                  |                                |                        |
| 2024 | «Estrellas de Rock»      |                                | Ahora es Religión      |